# Bandidus hilli
Bandidus hilli is een insect uit de familie van de mierenleeuwen (Myrmeleontidae), die tot de orde netvleugeligen (Neuroptera) behoort. 
Bandidus hilli is voor het eerst wetenschappelijk beschreven door Esben-Petersen in 1923.